# مسابقات جهانی تیراندازی با کمان ۲۰۱۳
مسابقات جهانی تیراندازی با کمان ۲۰۱۳ چهل‌وهفتمین دورهٔ مسابقات جهانی تیراندازی با کمان بود که از ۲۹ سپتامبر تا ۶ اکتبر توسط فدراسیون جهانی تیراندازی با کمان در شهر بلک در استان آنتالیای ترکیه برگزار شد. مرحله‌های مقدماتی و حذفی در مرکز ورزشی پاپیون در کدریه و مسابقات نهایی در ساحل بلک انجام گرفت.
این مسابقات برای نخستین بار در کانال یوتیوب فدراسیون جهانی تیراندازی با کمان به صورت زنده پخش شد.

## برنامه زمانی
زمان‌ها بر اساس زمان محلی (زمان اروپای شرقی) هستند.
| تاریخ           | زمان  | رویداد                                                                            | مرحله                            |
| --------------- | ----- | --------------------------------------------------------------------------------- | -------------------------------- |
| ۳۰ سپتامبر ۲۰۱۳ | ۰۹:۳۰ | ریکرو انفرادی زنان/کامپوند انفرادی مردان                                          | مقدماتی                          |
| ۳۰ سپتامبر ۲۰۱۳ | ۱۴:۱۵ | ریکرو انفرادی مردان/کامپوند انفرادی زنان                                          | مقدماتی                          |
| ۱ اکتبر ۲۰۱۳    | ۰۹:۰۰ | ریکرو انفرادی مردان                                                               | مقدماتی                          |
| ۱ اکتبر ۲۰۱۳    | ۱۶:۳۵ | ریکرو تیمی مختلط/کامپوند تیمی مختلط                                               | حذفی / یک‌چهارم نهایی / نیمه‌نهایی |
| ۲ اکتبر ۲۰۱۳    | ۰۹:۳۰ | ریکرو انفرادی مردان/ریکرو انفرادی زنان                                            | حذفی                             |
| ۲ اکتبر ۲۰۱۳    | ۱۵:۰۰ | کامپوند انفرادی مردان/کامپوند انفرادی زنان                                        | حذفی                             |
| ۳ اکتبر ۲۰۱۳    | ۰۹:۳۰ | ریکرو انفرادی مردان/ریکرو انفرادی زنان/کامپوند انفرادی مردان/کامپوند انفرادی زنان | حذفی / یک‌چهارم نهایی / نیمه‌نهایی |
| ۳ اکتبر ۲۰۱۳    | ۱۴:۳۰ | ریکرو تیمی مردان/ریکرو تیمی زنان                                                  | حذفی / یک‌چهارم نهایی / نیمه‌نهایی |
| ۴ اکتبر ۲۰۱۳    | ۰۹:۳۰ | کامپوند تیمی مردان/کامپوند تیمی زنان                                              | حذفی / یک‌چهارم نهایی / نیمه‌نهایی |
| ۵ اکتبر ۲۰۱۳    | ۱۱:۰۰ | کامپوند تیمی مردان/کامپوند تیمی زنان                                              | نهایی                            |
| ۵ اکتبر ۲۰۱۳    | ۱۵:۰۰ | کامپوند تیمی مختلط/کامپوند انفرادی مردان/کامپوند انفرادی زنان                     | نهایی                            |
| ۶ اکتبر ۲۰۱۳    | ۱۱:۰۰ | ریکرو تیمی مردان/ریکرو تیمی زنان                                                  | نهایی                            |
| ۶ اکتبر ۲۰۱۳    | ۱۵:۰۰ | ریکرو تیمی مختلط/ریکرو انفرادی مردان/ریکرو انفرادی زنان                           | نهایی                            |

## خلاصه نتایج

### ریکرو
| ماده          | طلا                                                             | نقره                                                                   | برنز                                                                       |
| انفرادی مردان | لی سئونگ-یون · کرهٔ جنوبی                                        | Oh Jin-Hyek · کرهٔ جنوبی                                                | Crispin Duenas · کانادا                                                    |
| انفرادی زنان  | Maja Jager · دانمارک                                            | Xu Jing · چین                                                          | Yun Ok-Hee · کرهٔ جنوبی                                                     |
| تیمی مردان    | ایالات متحده آمریکا · بریدی الیسون · Joe Fanchin · جیک کامینسکی | هلند · Sjef van den Berg · Rick van den Oever · Rick van der Ven       | فرانسه · Thomas Faucheron · Gaël Prévost · Jean-Charles Valladont          |
| تیمی زنان     | کره جنوبی · چنگ هی-جین · کی بو-بائه · Yun Ok-Hee                | بلاروس · Hanna Marusava · Yekaterina Mulyuk-Timofeyeva · Alena Tolkach | دانمارک · Carina Rosenvinge Christiansen · Maja Jager · Anne Marie Laursen |
| تیمی مختلط    | کره جنوبی · کی بو-بائه · Oh Jin-Hyek                            | ایالات متحده آمریکا · Khatuna Lorig · بریدی الیسون                     | تایوان · Tan Ya-ting · Kuo Cheng-wei                                       |

### کامپوند
| ماده          | طلا                                                         | نقره                                                           | برنز                                                                  |
| انفرادی مردان | Mike Schloesser · هلند                                      | Pierre Julien Deloche · فرانسه                                 | Alexander Dambaev · روسیه                                             |
| انفرادی زنان  | Kristina Berger · آلمان                                     | Ivana Buden · کرواسی                                           | Gerda Roux · آفریقای جنوبی                                            |
| تیمی مردان    | دانمارک · Martin Damsbo · Stephan Hansen · Patrick Laursen  | آفریقای جنوبی · Gabriel Badenhorst · DP Bierman · Patrick Roux | فرانسه · Sebastien Brasseur · Pierre Julien Deloche · Dominique Genet |
| تیمی زنان     | کلمبیا · Aura Maria Bravo · Sara Lopez · Alejandra Usquiano | هلند · Martine Couwenberg · Irina Markovic · Inge van Caspel   | فرانسه · Sophie Dodemont · Pascale Lebecque · Sandrine Vandionant     |
| تیمی مختلط    | ایتالیا · Marcella Tonioli · Sergio Pagni                   | روسیه · Albina Loginova · Alexander Dambaev                    | ایالات متحده آمریکا · Erika Jones · Jesse Broadwater                  |

### جدول مدال
| رتبه  | کشورها              | طلا | نقره | برنز | مجموع |
| ۱     | کرهٔ جنوبی           | ۳   | ۱    | ۱    | ۵     |
| ۲     | دانمارک             | ۲   | ۰    | ۱    | ۳     |
| ۳     | هلند                | ۱   | ۲    | ۰    | ۳     |
| ۴     | ایالات متحده آمریکا | ۱   | ۱    | ۱    | ۳     |
| ۵     | کلمبیا              | ۱   | ۰    | ۰    | ۱     |
| ۵     | آلمان               | ۱   | ۰    | ۰    | ۱     |
| ۵     | ایتالیا             | ۱   | ۰    | ۰    | ۱     |
| ۸     | فرانسه              | ۰   | ۱    | ۳    | ۴     |
| ۹     | روسیه               | ۰   | ۱    | ۱    | ۲     |
| ۹     | آفریقای جنوبی       | ۰   | ۱    | ۱    | ۲     |
| ۱۱    | بلاروس              | ۰   | ۱    | ۰    | ۱     |
| ۱۱    | چین                 | ۰   | ۱    | ۰    | ۱     |
| ۱۱    | کرواسی              | ۰   | ۱    | ۰    | ۱     |
| ۱۴    | کانادا              | ۰   | ۰    | ۱    | ۱     |
| ۱۴    | تایوان              | ۰   | ۰    | ۱    | ۱     |
| مجموع | مجموع               | ۱۰  | ۱۰   | ۱۰   | ۳۰    |